# Circuitul Monaco
Circuit de Monaco este un circuit stradal de curse auto din Monte Carlo.